# 1993年航空
此條目列出1993年發生有關航空運輸的事件。

## 事件

### 3月
- 3月11日：空中巴士A321進行首飛。
- 3月20日：福島縣福島市福島機場啟用。

### 7月
- 7月2日：島根縣益田市石見機場啟用。

### 8月
- 8月24日：江蘇省南通市南通興東國際機場啟用。

### 10月
- 10月29日：廣島縣三原市廣島機場啟用。

### 11月
- 11月26日：浙江省衢州市衢州機場正式開放民航。

### 12月
- 12月22日：安徽省安慶市安慶天柱山機場啟用。